# Верхня Балкарія
Верхня Балкарія (рос. Верхняя Балкария) — село у Черецькому районі Кабардино-Балкарії Російської Федерації.
Орган місцевого самоврядування — сільське поселення Верхня Балкарія. Населення становить 4177 осіб.

## Історія
Згідно із законом від 27 лютого 2005 року органом місцевого самоврядування є сільське поселення Верхня Балкарія.

## Населення
| 2002  | 2010  | 2012  | 2013  | 2014  | 2015  | 2016  |
| ----- | ----- | ----- | ----- | ----- | ----- | ----- |
| 3957  | ↗4177 | ↗4213 | ↗4225 | ↘4202 | ↗4246 | ↗4272 |
| 2017  | 2018  | 2019  | 2020  |       |       |       |
| ↗4291 | ↗4306 | ↗4313 | ↗4323 |       |       |       |